# Max Henny
Max Adolf Henny (* 1. Oktober 1885 in Buitenzorg; † 5. Januar 1968) war ein niederländischer Fußballspieler. 

## Karriere
Henny spielte von 1905 bis 1907 als Stürmer für den in Haarlem ansässigen Koninklijke HFC in der seinerzeitigen 1. Klasse West. In einem Teilnehmerfeld von zehn Mannschaften beendete sein Verein die Saison auf Platz 3. In der Folgesaison belegte er mit seiner Mannschaft den zweiten Platz – ein Punkt hinter Meister HVV Den Haag.
Am 1. April 1907 kam er zu seinem Länderspieldebüt für die Nationalmannschaft. Im fünften Länderspiel kam es in Den Haag zur ersten Begegnung mit der Amateurnationalmannschaft Englands, die mit 1:8 deutlich verloren wurde. Henny war einer von insgesamt acht Debütanten im Kader der Niederländer; es blieb sein einziger Einsatz im Nationaltrikot.